# اللواء 500
اللواء 500 أو لواء كفير (بالعبرية: השריון כפיר، لواء الشبل) كان لواء مدرع يتبع الفرقة 162 في الجيش الإسرائيلي.

## تاريخه
تأسس اللواء 500 كلواء دبابات نظامي ونشط في الفترة من 1972 إلى 2003. تألف في البداية من ثلاث كتائب: روماخ (429)، سِعارة (430) وغور (433) وكل لكتيبة ثلاث سرايا بدبابات شوت، بجانب سرية مشاة ميكانيكية، كما ضم اللواء سرية بيلسار (سرية استطلاع) وسرية طبية. لاحقاً انتقلت كتيبة روماخ إلى اللواء 211 في 1978. ثم انتقل إلى اللواء كتيبة آدم (195) المنقولة من اللواء 401 في 1981. ليصبح لدى اللواء 500 ثلاث كتائب مجدداً.
قاتل اللواء في معركة السويس تحت قيادة الفرقة 162 خلال حرب أكتوبر، تحت قيادة العقيد أرييه كيرين. اعتمد اللواء بشكل أساسي على دبابة ماغاش بعد الحرب، وظل متمركزاً على حدود سيناء، حتى بداية الانسحاب بعد معاهدة كامب ديفيد، عندما نُقل إلى غور الأردن. قاتل اللواء في الجبهة الوسطى (مرة أخرى تحت قيادة الفرقة 162)، خلال حرب لبنان 1982، حيث شارك في حصار بيروت.

## تشكيل اللواء
- اللواء 500 مدرع «كفير»
  -  الكتيبة المدرعة 430 «سِعارة»
  -  الكتيبة المدرعة 433 «غور»
  -  الكتيبة المدرعة 195 «آدم»
  -  سرية بيلسار 500
  - سرية طبية
  - سرية إشارة